# Stazione di Maschio
La stazione di Maschio era una stazione ferroviaria posta lungo la linea Torino-Savona, lungo la tratta di valico (via Altare); serviva la località di Maschio, frazione del comune di Savona.

## Storia
La stazione di Maschio venne attivata nel 1954, all'apertura della variante di valico ferroviaria da Altare a Savona.
Venne soppressa il 28 ottobre 2009.